# Палац з'їздів (Рим)
Палац конгресів — споруда, знаходиться в Римі, Італія. Побудований на початку 1942, для всесвітньої виставки, яку було згодом скасовано через Другу світову війну, палац приймав фехтування та сучасне п'ятиборство у 1960 літніх Олімпійських іграх.